# Pizzoccheri
Les pizzoccheri ou pizzoccheri della Valtellina sont une spécialité de pâtes alimentaires venant de la région de la Valteline, en Italie, plus particulièrement de la ville de Teglio. Elles bénéficient d'une appellation d'Indication géographique protégée depuis 2016.
Les Suisses du canton des Grisons de la région italophone de Poschiavo cuisinent et consomment également les pizzoccheri en raison de la grande parenté culturelle qu'ils partagent avec la province de Sondrio. La parenté avec les spätzle est objectivement relative car les dernières ne sont pas des pâtes qu'on étale au rouleau ; l’intermédiaire plus proche entre les pizzoccheri et les spätzle sont les pizokels des Grisons qui, suivant les recettes, sont soit à base de pâte abaissée, soit à base de pâte mi-épaisse plongée dans l'eau bouillante.
C'est un plat montagnard avant tout. On ne le trouve qu'assez difficilement en Italie, en dehors de cette région.
À Teglio, La Sagra dei Pizzoccheri en juillet, et The Golden Pizzocchero, en septembre, sont deux occasions de la célébrer.

## Description
Ces pâtes sont faites maison à base de farine de sarrasin (80 %) et de farine de blé (20 %). Elles sont généralement étalées au rouleau et découpées en simples tagliatelles.

## Préparation
Les pizzoccheri sont traditionnellement préparés mélangés à un assortiment de légumes (choux, blettes, épinards, roquette), de pommes de terre bouillies, de fromage de montagne et de beurre. Ces tagliatelles râpeuses ont un goût rustique s’apparentant à celui d'une savoureuse potée. Ce plat s’assaisonne de poivre fraîchement moulu et convient à merveille à l'expression des arômes de cette épice.
Ainsi, souvent dans la cuisine italienne traditionnelle, les pâtes sont préparées mélangées à des légumes.